# Francine Faure
Marguerite Fernande Francine Faure (Orán, 6 de diciembre de 1914 – Louveciennes, 24 de diciembre de 1979) fue una pianista (especializada en Bach) y matemática francesa. Provenía de una familia francesa de clase media residenciados en Orán, Argelia, que en esa época era una colonia francesa. También enseñó matemáticas algunas veces como maestra sustituta.

## Vida personal
Su padre murió en la Primera Guerra Mundial, en Marne, donde también murió el padre de Camus. Su madre, Fernande, fue considerada por el biógrafo de Camus, Olivier Todd, como dominante. Su abuelo había construido parte del puerto de Orán. 
Francine conoció a Albert Camus en 1937 en Argel y, aunque Camus era indiferente, si no hostil, al matrimonio formal, la pareja se casó en Lyon el 3 de diciembre de 1940. Tuvieron mellizos, Catherine y Jean Camus, en París en 1945, después de la liberación de la ciudad. Francine se había mudado allí desde Argelia tras dos años de separación con Albert, que en ese momento estaba participando en la resistencia francesa. 
Era diferente a la mayoría de las amigas de Camus. Su belleza era sorprendente, pero su presencia era reservada, sin pretensiones y gentil. Y tenía un «cœur droit», en palabras de Camus.

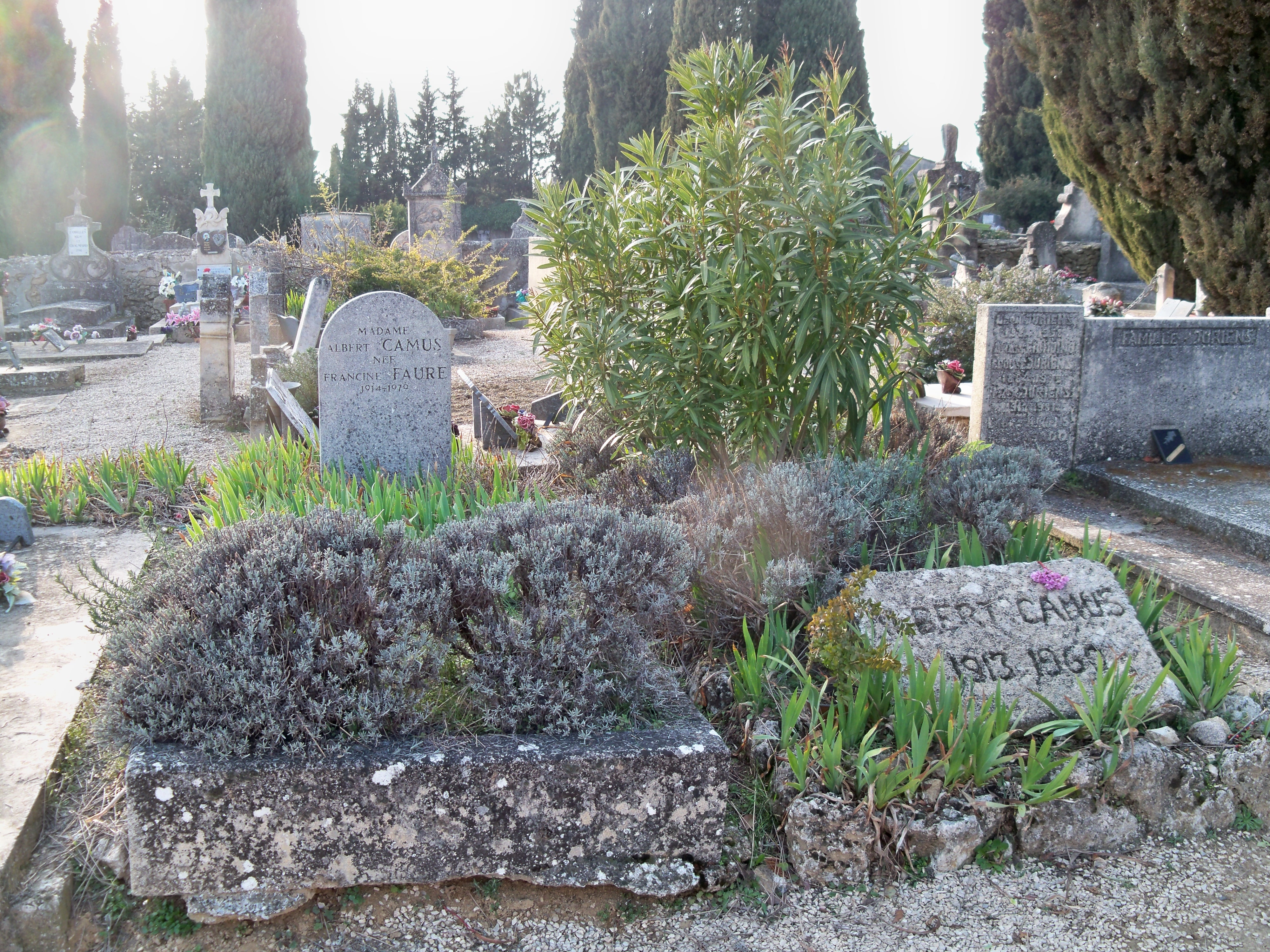
Tumba.

Francine sufrió y fue hospitalizada por depresión, para la que le fue prescrita en varias ocasiones terapia con insulina y electrochoque. Llegó a saltar desde un balcón, ya fuera para escapar del hospital o para suicidarse, no se sabe. Su depresión fue atribuida en parte a las infidelidades de su marido y, sobre todo, a su relación con María Casares. Camus le dijo a Francine: «Ellos creen que yo soy el culpable».
Poco después de recibir el Premio Nobel, Albert Camus le escribió en una carta a su prima Nicole Chaperon cómo se sintió conmovido por la generosidad de Francine, «a quien nunca he dejado de amar». En la misma carta dijo que Francine lo había «perdonado».
Tanto ella como Camus están enterrados juntos en Lourmarin.